# Ammoplanina
Ammoplanina  (лат.) — подтриба песочных ос в составе подсемейства Pemphredoninae (Crabronidae). Группа уникальная среди жалящих своей охотой на трипсов и очень мелкими для ос размерами (2—3 мм). В 2018 году предложен статус отдельного семейства Ammoplanidae, которое возможно представляет собой сестринскую линию пчёл. Более 130 видов.

## Распространение
Всесветное, но главным образом Палеарктика, Неарктика, Афротропика.
Для фауны бывшего СССР было указано 16 видов рода Ammoplanus. 
В России 8 видов родов Ammoplanellus (2), Ammoplanus (6).

## Описание
Мелкие стройные осы (длина 2—3 мм), как правило чёрного цвета. Известны как охотники на трипсов (Thysanoptera). Переднее крыло, как правило, с одной субмаргинальной ячейкой, двумя дискоидальными ячейками (включая субдискоидальную), птеростигмы крупные. Омаулюс на мезоплевроне отсутствует. Голова почти прогнатная (направлена вперёд). 
Представители охотятся на трипсов, обитающих на цветах и питающихся их пыльцой, и возможно у ос в ходе эволюции произошёл переход с хищничества на собирание пыльцы.

## Систематика
Более 130 видов, около 10 родов. В традиционной систематике Ammoplanina включают в состав трибы Pemphredonini в ранге подтрибы.
В 2018 году молекулярно-филогенетическими исследованиями было показано, что «Crabronidae» парафилетичны и состоят из нескольких крупных монофилетичных клад, включая пчёл. В работе Sann et al. (2018) было предложено придать статус отдельных семейств нескольким бывшим подсемействам роющих ос. Бывшее подсемейство Pemphredoninae также полифилетично и состоит из трёх разных клад: Psenini, Ammoplanina и все остальные пемфредонины. Одна из них, подтриба Ammoplanina, составляет сестринскую группу к пчёлам. В итоге Crabonidae было предложено разделить на 8 семейств: Ammoplanidae, Astatidae, Bembecidae, Crabronidae, Mellinidae, Pemphredonidae, Philanthidae, Psenidae, Sphecidae. Из них Ammoplanidae возможно, представляет собой сестринскую линию пчёл. Представители Ammoplanidae охотятся на трипсов, обитающих на цветах и питающихся их пыльцой, и возможно у ос произошёл переход с хищничества на собирание пыльцы.
В 2021 году было получено ещё одно подтверждение статуса семейства для Ammoplanidae и его сестринское положение к пчёлам.
- Ammoplanellus Gussakovskij, 1931[16]
- Ammoplanops Gussakovskij, 1931
- Ammoplanus Giraud, 1869 (синоним: Ammoplanellus)[2][17][18]
- Ammostigmus Antropov A.V., 2010[19]
- Mojavena Pate, 1939[8][20]
- Parammoplanus Pate, 1939[20][21]
- Protostigmus Turner, 1918 (синоним: Anomiopteryx)[22]
- Pulverro Pate, 1937[23][24]
- Riparena Pate, 1939[8][20]
- Timberlakena Pate, 1939[8][20]